# بنسیا (بوگوتا)
بنسیا (بوگوتا) (به اسپانیایی: Venecia (Bogotá)) یک منطقهٔ مسکونی در کلمبیا است که در بوگوتا واقع شده‌است.